# Alpheus parvirostris
Alpheus parvirostris är en kräftdjursart som beskrevs av James Dwight Dana 1852. Alpheus parvirostris ingår i släktet Alpheus och familjen Alpheidae. Inga underarter finns listade i Catalogue of Life.